# Посета (филм из 2015)
Посета (енгл. The Visit) је амерички хорор филм из 2015. године, рађен техником пронађеног снимка, редитеља и сценаристе М. Најта Шјамалана, са Оливијом Дејонг, Едом Оксенболдом, Дијаном Данаган, Питером Макробијем и Кетрин Хан у главним улогама. Радња прати брата и сестру који упознају бабу и деду, родитеље своје мајке, с којима она није причала 15 година.
Филм је премијерно приказан 30. августа 2015, у Даблину, да би га продукцијска кућа Јуниверсал пикчерс дистрибуирала у биоскопима 15. септембра исте године. Остварио је комерцијални успех зарадивши 98,5 милиона долара, са двадесет пута мањим буџетом. Добио је претежно позитивне рецензије. Критичари сајта Ротен томејтоуз оценили су га са 68%, а публика са 51%.
Посета је била номинована за Награду Сатурн за најбољи хорор филм, коју је изгубила од Гримизног врха.

## Радња
Сестра и брат из Филаделфије, Бека и Тајлер, снимају документарни филм о својој породици. Њихова мајка, Лорета, се као девојка заљубила у свог професора енглеског, Корина. Пошто њени родитељи нису одобравали ту везу, она се посвађала са њима, напустила кућу и није их контактирала 15 година. Након што је Корину родила двоје деце, он ју је напустио.
Лоретини родитељи, Марџа и Фредерик, проналазе своје унуке на интернету и желе да проведу недељу дана са њима. Лорета не жели да се помири са њима, али допушта да њена деца оду и упознају бабу и деду, док она одлази на путовање са својим новим дечком. Марџа и Фредерик у почетку изгледају пресрећно што су упознали своје унуке, али Бека и Тајлер почињу да примећују њихово чудно понашање.

## Улоге
| Глумац              | Улога           |
| ------------------- | --------------- |
| Оливија Дејонг      | Бека            |
| Ед Оксенболд        | Тајлер          |
| Дијана Данаган      | Клер, баба      |
| Питер Макроби       | Мичел, деда     |
| Кетрин Хан          | Лорета Џејмисон |
| Печ Дара            | др Сем          |
| Силија Кинан-Болгер | Стејси          |
| Бенџамин Канас      | Корин           |